# Elecciones municipales de Huánuco de 1980
Las elecciones municipales de Huánuco de 1980 se llevaron a cabo el 23 de noviembre de 1980 para elegir al alcalde y al Concejo Provincial de Huánuco para el periodo 1981-1983. La elección se celebró simultáneamente con elecciones municipales en todo el país. Fueron las primeras elecciones municipales en la provincia desde 1966, tras 12 años de gobierno militar.

## Sistema electoral
La Municipalidad Provincial de Huánuco es el órgano administrativo y de gobierno de la provincia de Huánuco. Está compuesta por el alcalde y el Concejo Provincial.
La votación del alcalde y el concejo se realiza en base al sufragio universal, que comprende a todos los ciudadanos nacionales mayores de dieciocho años, empadronados y residentes en la provincia de Huánuco y en pleno goce de sus derechos políticos, así como a los ciudadanos no nacionales residentes y empadronados en la provincia de Huánuco.
El Concejo Provincial de Huánuco está compuesto por 19 regidores elegidos por sufragio directo para un período de tres (3) años, en forma conjunta con la elección del alcalde (quien lo preside). La votación es por lista cerrada y bloqueada. Se asigna a la lista ganadora los escaños según el método d'Hondt.

## Partidos y candidatos
A continuación se muestra una lista de los principales partidos y alianzas electorales que participaron en las elecciones:
| Candidatura | Candidatura | Partidos y alianzas | Candidatos | Candidatos             | Ideología                                               | Ref. |
| ----------- | ----------- | --- | ---------- | ---------------------- | ------------------------------------------------------- | ---- |
|             | APRA        | Lista - Partido Aprista Peruano (APRA) |            | Juan Ponce Vidal       | Aprismo                                                 |      |
|             | AP          | Lista - Acción Popular (AP) |            | Luis Seijas Rengijo    | Humanismo Nacionalismo cívico Reformismo                |      |
|             | PPC         | Lista - Partido Popular Cristiano (PPC) |            | Eric Declercq Vandaele | Conservadurismo social Humanismo Democracia cristiana   |      |
|             | IU          | Lista - Izquierda Unida (IU) – Unión de Izquierda Revolucionaria (UNIR) – Unidad Democrático Popular (UDP) – Partido Socialista Revolucionario (PSR) – Partido Comunista Revolucionario (PCR) – Partido Comunista Peruano (PCP) – Frente Obrero Campesino Estudiantil y Popular (FOCEP) |            | Jorge Espinoza Egoávil | Marxismo-leninismo Mariateguismo Socialismo democrático |      |

## Resultados

### Sumario general
|                        |                                 |              |              |              |           |           |
| Partidos y coaliciones | Partidos y coaliciones          | Voto popular | Voto popular | Voto popular | Regidores | Regidores |
| Partidos y coaliciones | Partidos y coaliciones          | Votos        | %            | ±pp          | Total     | +/−       |
|                        | Acción Popular (AP)             | 9,584        | 40.75        | n/a          | 8         | n/a       |
|                        | Partido Aprista Peruano (APRA)  | 9,024        | 38.37        | n/a          | 8         | n/a       |
|                        | Izquierda Unida (IU)            | 2,742        | 11.66        | n/a          | 2         | n/a       |
|                        | Partido Popular Cristiano (PPC) | 2,171        | 9.23         | n/a          | 1         | n/a       |
|                        |                                 |              |              |              |           |           |
| Total                  | Total                           | 23,521       |              |              | 19        | n/a       |
|                        |                                 |              |              |              |           |           |
| Votos válidos          | Votos válidos                   | 23,521       | 86.79        | n/a          |           |           |
| Votos en blanco        | Votos en blanco                 | 1,085        | 4.00         | n/a          |           |           |
| Votos nulos            | Votos nulos                     | 2,495        | 9.21         | n/a          |           |           |
| Votos emitidos         | Votos emitidos                  | 27,101       | 63.82        | n/a          |           |           |
| Abstenciones           | Abstenciones                    | 15,364       | 36.18        | n/a          |           |           |
| Votantes registrados   | Votantes registrados            | 42,465       |              |              |           |           |
|                        |                                 |              |              |              |           |           |
| Fuente:                |                                 |              |              |              |           |           |

## Elecciones municipales distritales

### Resultados por distrito
La siguiente tabla enumera el control de los distritos de la provincia de Huánuco.
| Distrito                | Alcalde(sa) electo(a)   | Partido político | Partido político          |
| ----------------------- | ----------------------- | ---------------- | ------------------------- |
| Chinchao                | Antonio Yabar Natividad |                  | Acción Popular            |
| Churumbamba             | Elda Leandro Zúñiga     |                  | Acción Popular            |
| Margos                  | Leoncio Pollo Salvador  |                  | Izquierda Unida           |
| Quisqui                 | Zósimo Igarza Silva     |                  | Acción Popular            |
| San Francisco de Cayrán | Cecilio Beraun Durand   |                  | Partido Popular Cristiano |
| San Pedro de Chaulán    | Ores Lazarte Santos     |                  | Partido Popular Cristiano |
| Santa María del Valle   | Félix Pedraza Sánchez   |                  | Acción Popular            |
| Yarumayo                | Luis Tello Barrueta     |                  | Acción Popular            |